# Ormoy-la-Rivière
Pour les articles homonymes, voir Ormoy.
Ormoy-la-Rivière (prononcé [ɔʁmwa la ʁiviɛʁ] ) est une commune française située à cinquante-trois kilomètres au sud-ouest de Paris dans le département de l'Essonne en région Île-de-France.
Ses habitants sont appelés les Ormoisiens.

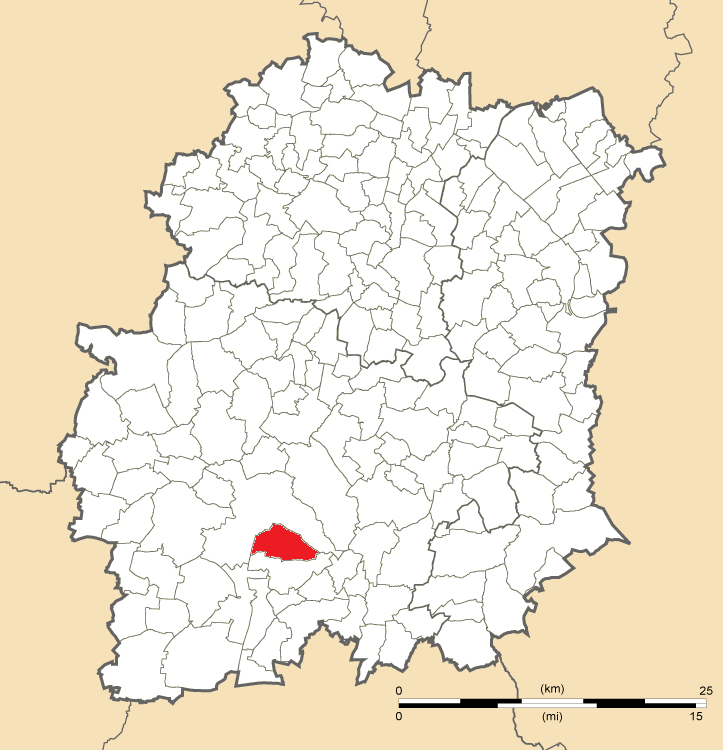
Position d’Ormoy-la-Rivière en Essonne.

## Géographie

### Situation
Ormoy-la-Rivière est située à cinquante-trois kilomètres au sud-ouest de Paris-Notre-Dame, point zéro des routes de France, trente-quatre kilomètres au sud-ouest d'Évry, deux kilomètres au sud d'Étampes, dix-sept kilomètres au sud-est de Dourdan, dix-sept kilomètres au sud-ouest de La Ferté-Alais, vingt-deux kilomètres au sud-ouest d'Arpajon, vingt-trois kilomètres à l'ouest de Milly-la-Forêt, vingt-huit kilomètres au sud-ouest de Montlhéry, trente-trois kilomètres au sud-ouest de Corbeil-Essonnes, trente-cinq kilomètres au sud-ouest de Palaiseau.

### Communes limitrophes
|  | Étampes           |
|  | Ormoy-la-Rivière  |
|  | Boissy-la-Rivière |

### Hydrographie

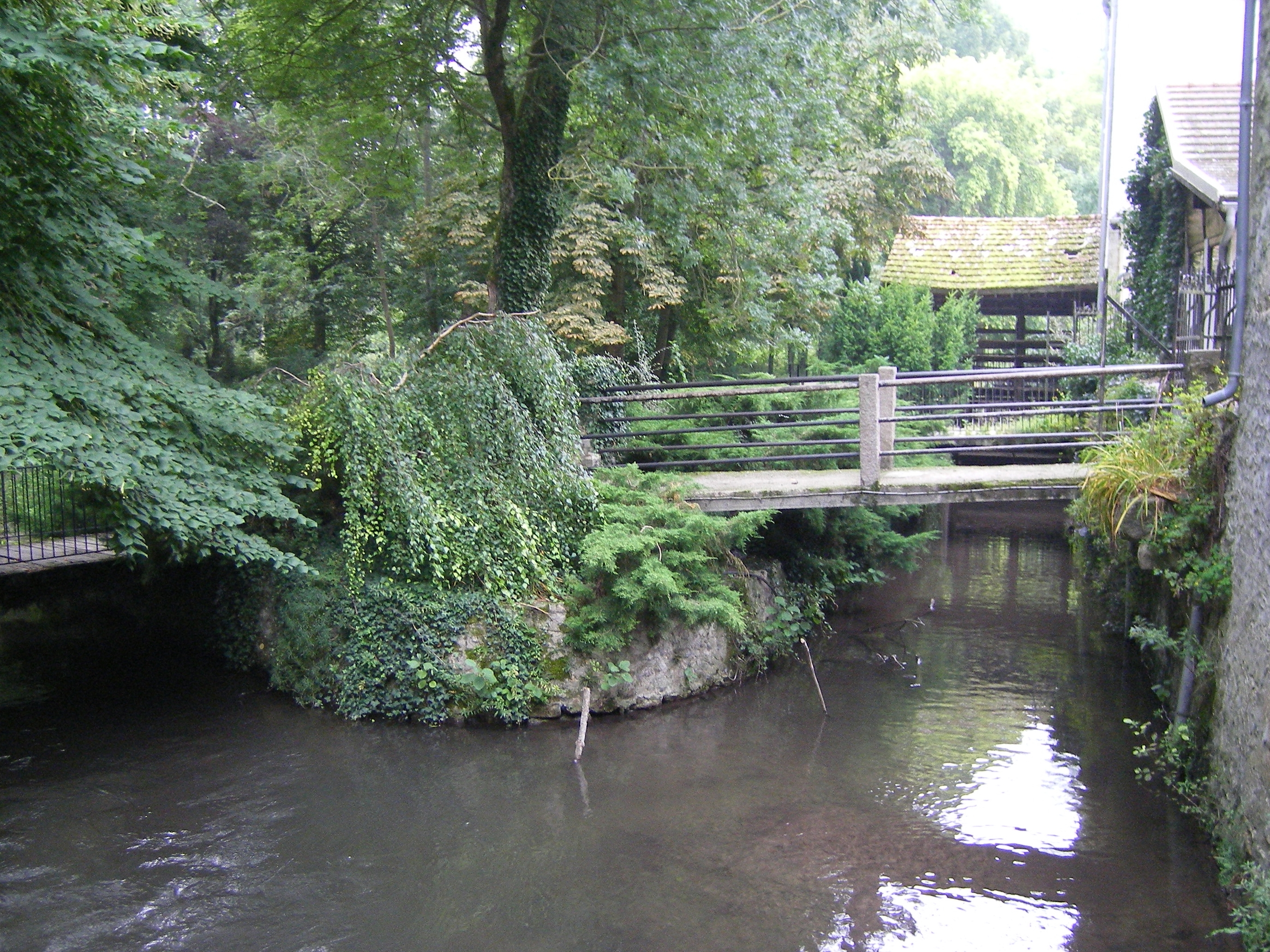
La Juine à Lendreville (Ormoy-la-Rivière).

La commune est traversée par la rivière la Juine.

### Relief et géologie
La commune comporte un des sites de la réserve naturelle nationale des sites géologiques de l'Essonne.

### Occupation des solssimplifiée
Le territoire de la commune se compose en 2017 de 90,79 % d'espaces agricoles, forestiers et naturels, 4,65 % d'espaces ouverts artificialisés et 4,56 % d'espaces construits artificialisés.

### Climat
Pour des articles plus généraux, voir Climat de l'Île-de-France et Climat de l'Essonne.
En 2010, le climat de la commune est de type climat océanique dégradé des plaines du Centre et du Nord, selon une étude du CNRS s'appuyant sur une série de données couvrant la période 1971-2000. En 2020, Météo-France publie une typologie des climats de la France métropolitaine dans laquelle la commune est exposée à un climat océanique altéré et est dans la région climatique Sud-ouest du bassin Parisien, caractérisée par une faible pluviométrie, notamment au printemps (120 à 150 mm) et un hiver froid (3,5 °C).
Pour la période 1971-2000, la température annuelle moyenne est de 11 °C, avec une amplitude thermique annuelle de 14,9 °C. Le cumul annuel moyen de précipitations est de 652 mm, avec 10,7 jours de précipitations en janvier et 7,5 jours en juillet. Pour la période 1991-2020, la température moyenne annuelle observée sur la station météorologique la plus proche, située sur la commune de Courdimanche-sur-Essonne à 17 km à vol d'oiseau, est de 11,6 °C et le cumul annuel moyen de précipitations est de 594,8 mm,. Pour l'avenir, les paramètres climatiques de la commune estimés pour 2050 selon différents scénarios d'émission de gaz à effet de serre sont consultables sur un site dédié publié par Météo-France en novembre 2022.

## Urbanisme

### Typologie
Au 1er janvier 2024, Ormoy-la-Rivière est catégorisée commune rurale à habitat dispersé, selon la nouvelle grille communale de densité à sept niveaux définie par l'Insee en 2022.
Elle est située hors unité urbaine. Par ailleurs la commune fait partie de l'aire d'attraction de Paris, dont elle est une commune de la couronne,. Cette aire regroupe 1 929 communes,.

## Toponymie
L'origine du nom du lieu est connue sous le nom Ulmetum en 877. Il s'agit de la formation toponymique médiévale fréquente Ormoy. De l'oïl (ancien français) ormoi (variante de ormei, plus à l'ouest) « lieu planté d'ormes ».
La commune fut créée en 1793 avec le simple nom d'Ormoy, le Bulletin des lois de 1801 introduisit le nom actuel.

## Histoire
(mars 2009).
Si vous disposez d'ouvrages ou d'articles de référence ou si vous connaissez des sites web de qualité traitant du thème abordé ici, merci de compléter l'article en donnant les références utiles à sa vérifiabilité et en les liant à la section « Notes et références ».
Les faits importants qui se sont déroulés dans la commune depuis la révolution de 1789.
- 1857. Translation du cimetière qui se trouvait autour de l'église et qui maintenant, se situe route de Dhuilet, ce terrain ayant fait l'objet d'une donation de M. Jacques-Bernard MOIZARD, conseiller municipal.
- 1863. Construction d'un abreuvoir sur la Juine près du pont.
- 1864. Construction de la maison d'école et de la mairie, nombre d'habitants à l'époque: 311.
Guerre 1870-1871. Invasion de la commune par les Prussiens, bataille route de Dhuilet et à la ferme de Courpain.
- Création le 28 août 1870 d'une garde nationale communale.
- Réclamation de M. GILLE, instituteur, pour les dégâts occasionnés dans la classe par l'invasion allemande.

- 1875. Construction d'un lavoir communal pour les lavandes, ce lavoir est situé sur le terrain de la commune à gauche du pont.
Don de cette construction par M. LAPORTE, maire. Une plaque gravée en reconnaissance a été offerte par les femmes de la commune.
Quelques extraits typiques relevés sur les registres des arrêtés du maire.
Arrêté du 27 septembre 1840 - Ban d'ouverture des vendanges, avec interdiction aux grappilleurs d'entrer dans les vignes.
Arrêté du 22 juin 1844 - Interdiction aux cochers des voitures publiques, diligences et autres, de laisser admettre des chiens non muselés, il en est de même pour ceux divaguant sur la voie publique.
Arrêté du 15 novembre 1856 - Visite des fours à bois et cheminées.
Arrêté du 8 juillet 1859 - Interdisant l'ancien cimetière et assurant la bonne tenue du nouveau.
Arrêté du 7 juin 1866 - Interdisant la destruction des oiseaux et des nids.
Arrêté du 15 novembre 1873 - Interdisant à tout particulier de laisser ses oies, canes et canards, barboter dans les mares publiques, l'eau étant trouble pour abreuver les animaux domestiques.

## Politique et administration

### Politique locale
La commune d'Ormoy-la-Rivière est rattachée au canton d'Étampes, à l'arrondissement d’Étampes et à la deuxième circonscription de l'Essonne.
La commune d'Ormoy-la-Rivière est enregistrée au répertoire des entreprises sous le code SIREN 219 104 692. Son activité est enregistrée sous le code APE 8411Z.

### Tendances et résultats politiques
Élections présidentielles, résultats des deuxièmes tours :
- Élection présidentielle de 2002 : 79,66 % pour Jacques Chirac (RPR), 20,34 % pour Jean-Marie Le Pen (PS), 84,53 % de participation[28].
- Élection présidentielle de 2007 : 60,97 % pour Nicolas Sarkozy (UMP), 39,03 % pour Ségolène Royal (PS), 87,24 % de participation[29].
- Élection présidentielle de 2012 : 57,64 % pour Nicolas Sarkozy (UMP), 42,36 % pour François Hollande (PS), 82,58 % de participation[30].

Élections législatives, résultats des deuxièmes tours :
- Élections législatives de 2002 : 67,73 % pour Franck Marlin (UMP), 32,27 % pour Gérard Lefranc (PCF), 67,71 % de participation[31].
- Élections législatives de 2007 : 60,09 % pour Franck Marlin (UMP) élu au premier tour, 15,67 % pour Marie-Agnès Labarre (PS), 65,37 % de participation[32].
- Élections législatives de 2012 : 66,30 % pour Franck Marlin (UMP), 33,70 % pour Béatrice Pèrié (PS), 62,45 % de participation[33].

Élections européennes, résultats des deux meilleurs scores :
- Élections européennes de 2004 : 23,05 % pour Harlem Désir (PS), 18,64 % pour Patrick Gaubert (UMP), 45,44 % de participation[34].
- Élections européennes de 2009 : 29,81 % pour Michel Barnier (UMP), 16,99 % pour Daniel Cohn-Bendit (Europe Écologie), 45,90 % de participation[35].

Élections régionales, résultats des deux meilleurs scores :
- Élections régionales de 2004 : 46,72 % pour Jean-François Copé (UMP), 36,03 % pour Jean-Paul Huchon (PS), 70,01 % de participation[36].
- Élections régionales de 2010 : 50,14  % pour Jean-Paul Huchon (PS), 49,86 % pour Valérie Pécresse (UMP), 52,83 % de participation[37].

Élections cantonales, résultats des deuxièmes tours :
- Élections cantonales de 2001 : données manquantes.
- Élections cantonales de 2008 : 67,63 % pour Jean Perthuis (UMP), 32,37 % pour François Jousset (PCF), 43,39 % de participation[38].

Élections municipales, résultats des deuxièmes tours :
- Élections municipales de 2001 : données manquantes.
- Élections municipales de 2008 : 349 voix pour Jean-Claude Reveau (?), 347 voix pour Xavier Grave (?), 62,67 % de participation[39].

Référendums :
- Référendum de 2000 relatif au quinquennat présidentiel : 64,79 % pour le Oui, 35,21 % pour le Non, 39,87 % de participation[40].
- Référendum de 2005 relatif au traité établissant une Constitution pour l'Europe : 53,27 % pour le Non, 46,73 % pour le Oui, 74,63 % de participation[41].

## Population et société

### Démographie

#### Évolution démographique
L'évolution du nombre d'habitants est connue à travers les recensements de la population effectués dans la commune depuis 1793. Pour les communes de moins de 10 000 habitants, une enquête de recensement portant sur toute la population est réalisée tous les cinq ans, les populations de référence des années intermédiaires étant quant à elles estimées par interpolation ou extrapolation. Pour la commune, le premier recensement exhaustif entrant dans le cadre du nouveau dispositif a été réalisé en 2004.

En 2022, la commune comptait 950 habitants, en évolution de +1,82 % par rapport à 2016 (Essonne : +2,89 %, France hors Mayotte : +2,11 %).
| 1793 | 1800 | 1806 | 1821 | 1831 | 1836 | 1841 | 1846 | 1851 |
| ---- | ---- | ---- | ---- | ---- | ---- | ---- | ---- | ---- |
| 414  | 387  | 411  | 383  | 397  | 421  | 386  | 377  | 369  |

| 1856 | 1861 | 1866 | 1872 | 1876 | 1881 | 1886 | 1891 | 1896 |
| ---- | ---- | ---- | ---- | ---- | ---- | ---- | ---- | ---- |
| 331  | 361  | 354  | 339  | 358  | 332  | 325  | 383  | 384  |

| 1901 | 1906 | 1911 | 1921 | 1926 | 1931 | 1936 | 1946 | 1954 |
| ---- | ---- | ---- | ---- | ---- | ---- | ---- | ---- | ---- |
| 319  | 317  | 340  | 342  | 369  | 362  | 354  | 379  | 432  |

| 1962 | 1968 | 1975 | 1982 | 1990 | 1999 | 2004 | 2006 | 2009 |
| ---- | ---- | ---- | ---- | ---- | ---- | ---- | ---- | ---- |
| 420  | 552  | 604  | 800  | 874  | 943  | 941  | 936  | 944  |

| 2014 | 2019 | 2022 | - | - | - | - | - | - |
| ---- | ---- | ---- | - | - | - | - | - | - |
| 934  | 911  | 950  | - | - | - | - | - | - |

#### Pyramide des âges
En 2018, le taux de personnes d'un âge inférieur à 30 ans s'élève à 31,3 %, soit en dessous de la moyenne départementale (39,9 %). À l'inverse, le taux de personnes d'âge supérieur à 60 ans est de 29,0 % la même année, alors qu'il est de 20,1 % au niveau départemental.
En 2018, la commune comptait 464 hommes pour 452 femmes, soit un taux de 50,66 % d'hommes, légèrement supérieur au taux départemental (48,98 %).
Les pyramides des âges de la commune et du département s'établissent comme suit.
| Hommes | Classe d’âge | Femmes |
| ------ | ------------ | ------ |
| 0,4    | 90 ou +      | 1,3    |
| 5,9    | 75-89 ans    | 7,1    |
| 21,7   | 60-74 ans    | 21,5   |
| 24,7   | 45-59 ans    | 22,7   |
| 13,9   | 30-44 ans    | 18,2   |
| 15,7   | 15-29 ans    | 12,5   |
| 17,8   | 0-14 ans     | 16,7   |

| Hommes | Classe d’âge | Femmes |
| ------ | ------------ | ------ |
| 0,5    | 90 ou +      | 1,4    |
| 5,4    | 75-89 ans    | 7,2    |
| 12,9   | 60-74 ans    | 13,9   |
| 20     | 45-59 ans    | 19,4   |
| 19,9   | 30-44 ans    | 20,1   |
| 20     | 15-29 ans    | 18,2   |
| 21,3   | 0-14 ans     | 19,8   |

### Enseignement
Les élèves d'Ormoy-la-Rivière sont rattachés à l'académie de Versailles. La commune dispose sur son territoire de l'école primaire Alcide-d'Orbigny.

### Lieux de culte

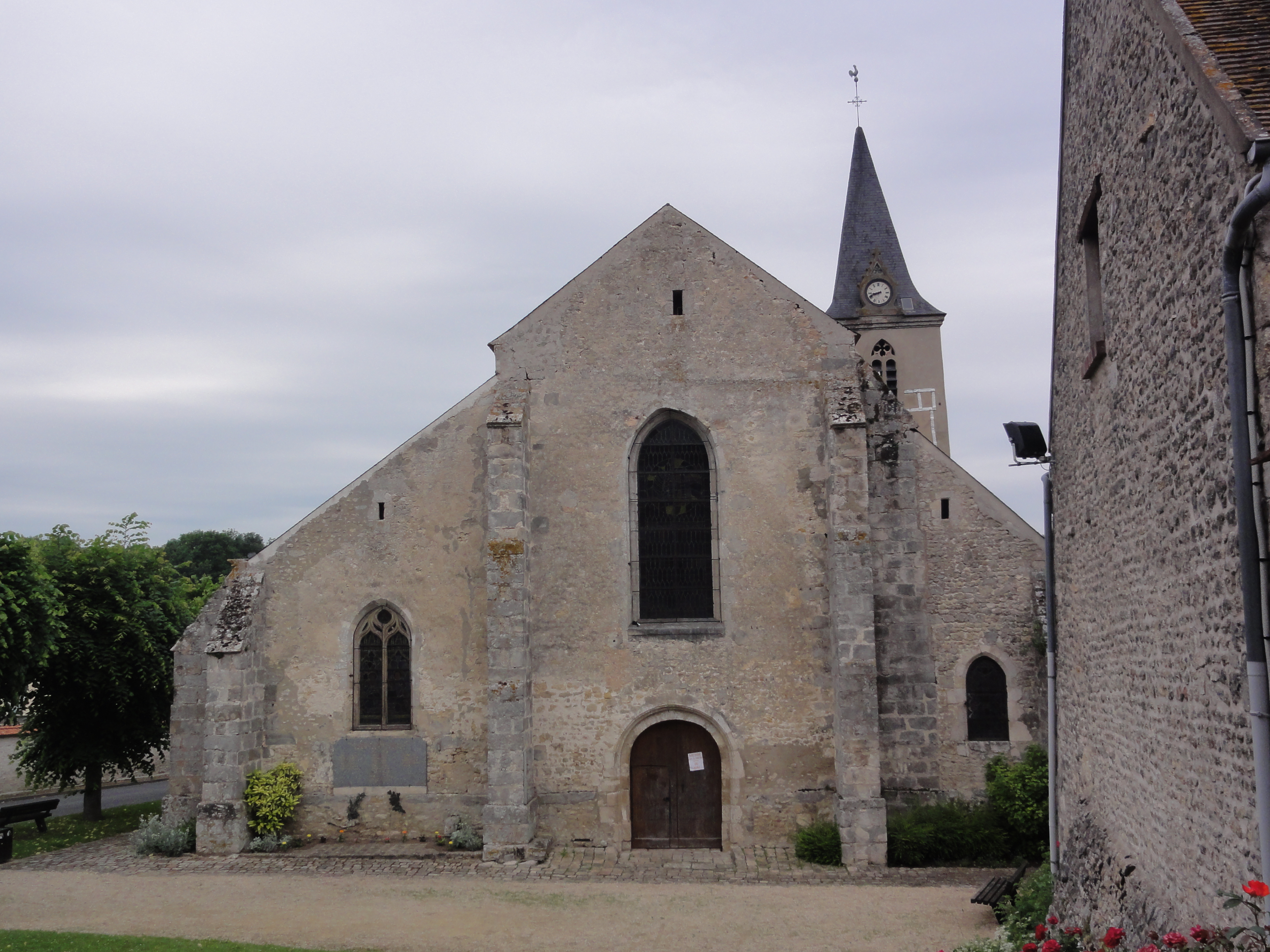
L'église Saint-Étienne.

La paroisse catholique d'Ormoy-la-Rivière est rattachée au secteur pastoral de Saint-Michel-de-Beauce-Étampes et au diocèse d'Évry-Corbeil-Essonnes. Elle dispose de l'église Saint-Étienne, qui contient deux peintures d'Émile-Henri Laporte.

### Médias
L'hebdomadaire Le Républicain relate les informations locales. La commune est en outre dans le bassin d'émission des chaînes de télévision France 3 Paris Île-de-France Centre, IDF1 et Téléssonne intégré à Télif.

## Économie
- Exploitations agricoles.

### Emplois, revenus et niveau de vie
En 2006, le revenu fiscal médian par ménage était de 22 855 €, ce qui plaçait la commune au 1 007e rang parmi les 30 687 communes de plus de cinquante ménages que compte le pays et au quatre-vingt douzième rang départemental.
| Répartition des emplois par catégories socioprofessionnelles en 2006. |              |                                           |                                                   |                            |                          |                           |
|                                                                       | Agriculteurs | Artisans, commerçants, chefs d’entreprise | Cadres et professions intellectuelles supérieures | Professions intermédiaires | Employés                 | Ouvriers                  |
| Ormoy-la-Rivière                                                      | -            | -                                         | -                                                 | -                          | -                        | -                         |
| Zone d’emploi d’Étampes                                               | 1,8 %        | 6,2 %                                     | 15,1 %                                            | 24,9 %                     | 27,2 %                   | 24,8 %                    |
| Moyenne nationale                                                     | 2,2 %        | 6,0 %                                     | 15,4 %                                            | 24,6 %                     | 28,7 %                   | 23,2 %                    |
| Répartition des emplois par secteurs d’activités en 2006.             |              |                                           |                                                   |                            |                          |                           |
|                                                                       | Agriculture  | Industrie                                 | Construction                                      | Commerce                   | Services aux entreprises | Services aux particuliers |
| Ormoy-la-Rivière                                                      | -            | -                                         | -                                                 | -                          | -                        | -                         |
| Zone d’emploi d’Étampes                                               | 2,9 %        | 16,1 %                                    | 6,7 %                                             | 14,8 %                     | 9,2 %                    | 5,8 %                     |
| Moyenne nationale                                                     | 3,5 %        | 15,2 %                                    | 6,4 %                                             | 13,3 %                     | 13,3 %                   | 7,6 %                     |
| Sources : Insee,                                                      |              |                                           |                                                   |                            |                          |                           |

## Culture locale et patrimoine

### Patrimoine environnemental
Les berges de la Juine et les bois qui l'entourent ont été recensés au titre des espaces naturels sensibles par le conseil départemental de l'Essonne.
La commune abrite un site géologique de grande valeur : la « Réserve naturelle des sites géologiques de l'Essonne » protège six sites d'affleurement, de type stratotype du stampien, dont les « Pentes de la Vallée aux Loups ». Cette réserve a été mise en place par l'arrêté préfectoral no 96-4639 du 25 octobre 1996.

### Lieux et monuments

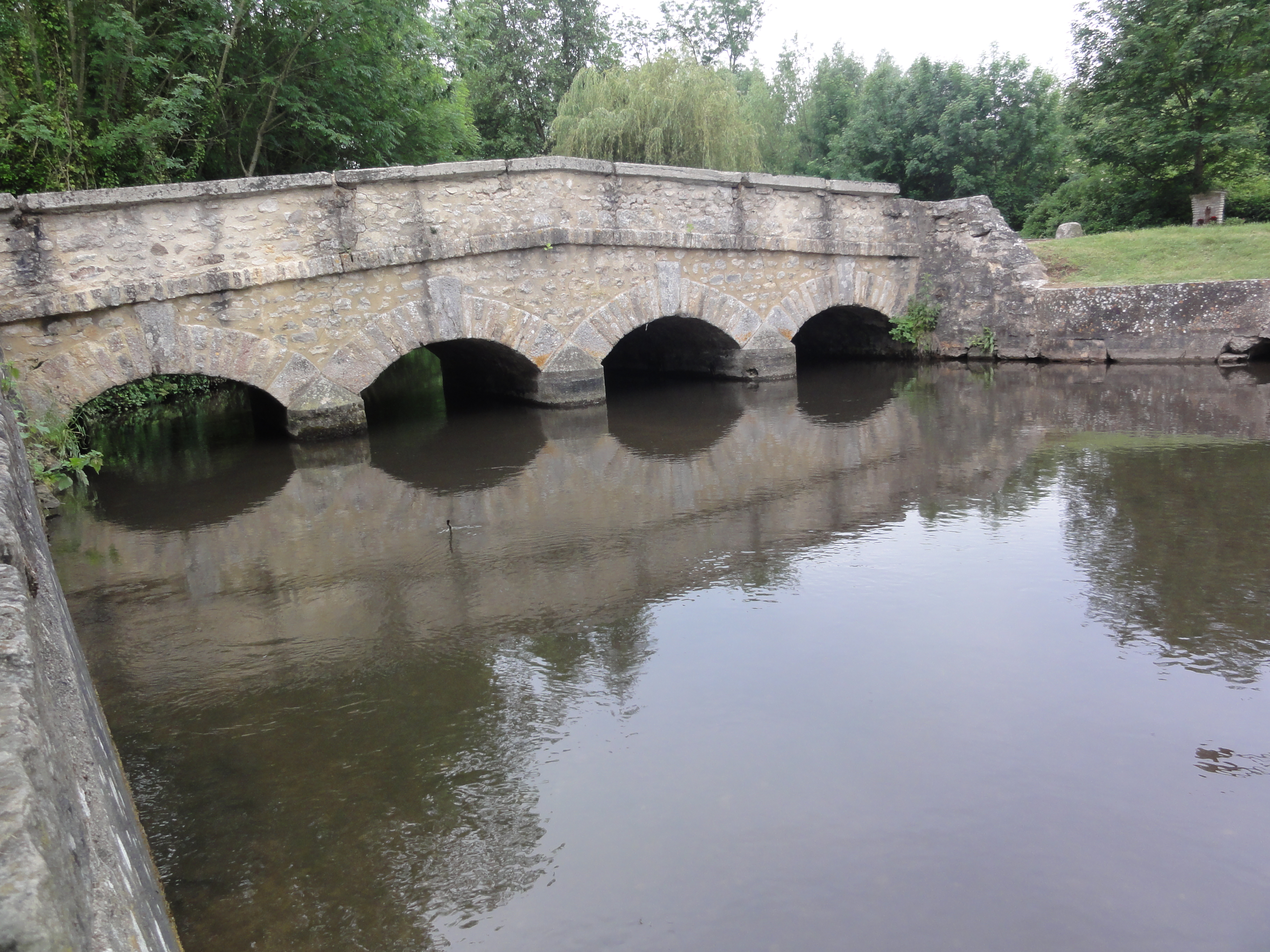
Le pont sur la Juine.
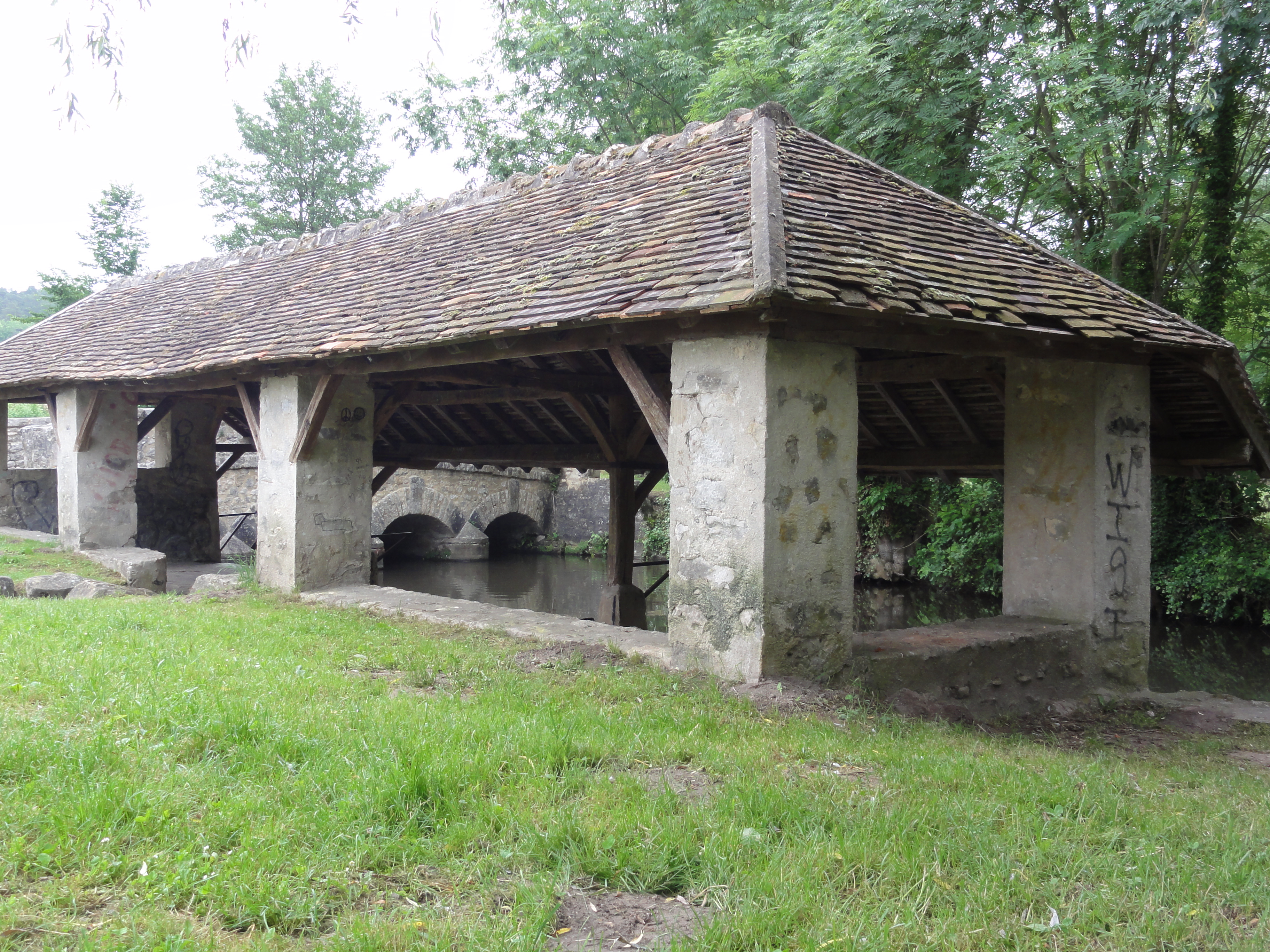
Le lavoir.
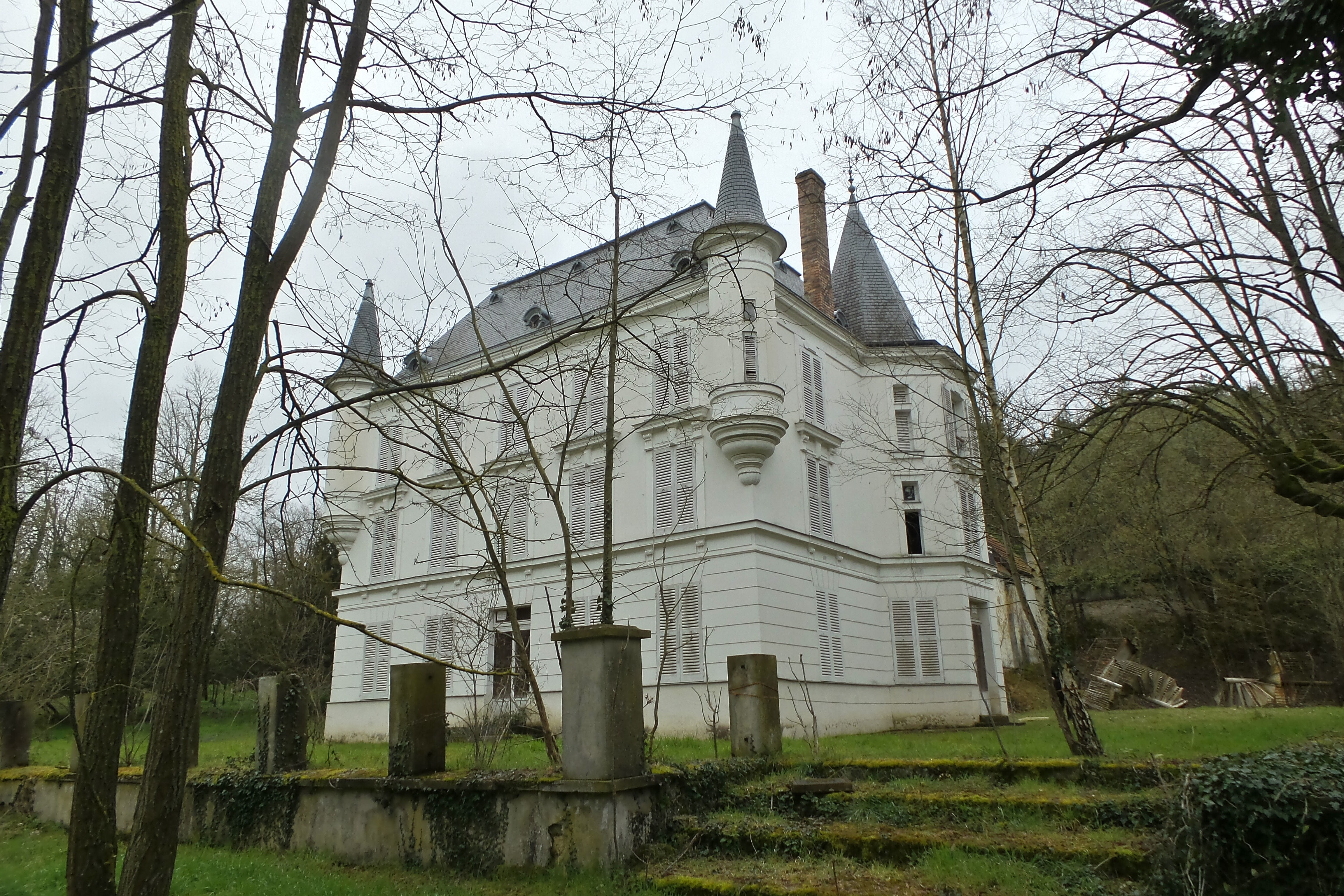
Le château du Vauroux

### Héraldique
| Blason de Ormoy-la-Rivière | Blason  | D'azur au chevron accompagné en chef de deux molettes et en pointe d'une rose tigée et feuillée, le tout d'or. |
| Blason de Ormoy-la-Rivière | Détails | Inspiré des armes de la famille Gautier de Charnacé, qui portait : « D'azur au chevron accompagné en chef de deux étoiles et en pointe d'une quintefeuille, le tout d'or », où les étoiles ont été remplacées par des molettes, reprises des armes présentes sur un sceau de Simonin de Landreville. Adopté le 18 décembre 2020 |
| Blason de Ormoy-la-Rivière | Alias   | D'azur au chevron accompagné en chef de deux étoiles et en pointe d'une rose de jardin, le tout d'or. Ancien blason, inspiré des armes de la famille Gautier de Charnacé, adopté au début des années 1980 et utilisé jusqu'en 2020.                                                                                             |